# Karen Sharpe
Karen Sharpe (ur. 20 września 1934) — amerykańska aktorka filmowa i telewizyjna.

## Filmografia
seriale
- 1950: Racket Squad
- 1952: Death Valley Days jako Linda
- 1959: Bonanza jako Sheribelle dziewczyna z salonu
- 1965: The Wild Wild West jako Barbara Bosley

film
- 1952: Strange Fascination jako June Fowler
- 1954: Noc nad Pacyfikiem jako Nell Buck
- 1958: Tarawa Beachhead jako Paula Nelson
- 1967: Valley of Mystery jako Connie Lane

## Nagrody i nominacje
Za rolę Nell Buck w filmie Noc nad Pacyfikiem został uhonorowana nagrodą Złotego Globu.